# Carter (película)
Carter (en hangul, 카터; Romanización revisada del coreano: Kateo) es una película surcoreana de acción dirigida por Jung Byung-gil, y protagonizada por Joo Won, Lee Sung-jae, Jeong So-ri y Kim Bo-min. Se estrenó el 5 de agosto de 2022 en la plataforma Netflix..

## Sinopsis
El agente Carter despierta dos meses después del inicio de una epidemia originada en la Zona desmilitarizada que ha devastado ya Corea del Norte pero también los Estados Unidos. No recuerda nada de su pasado. Tiene un misterioso dispositivo en la cabeza, una bomba letal en la boca, y una voz en el oído que le va dando órdenes para evitar que lo maten, al tiempo que se ve envuelto en una operación misteriosa en la que agentes de la CIA y de Corea del Norte lo persiguen de cerca.

## Reparto
- Joo Won como Carter.[3]
- Lee Sung-jae como Kim Jong-hyuk.[4]
- Jung So-ri como Han Jung-hee.[5][6]
- Kim Bo-min como Jung Ha-na.
- Jung Jae-young como el Dr. Jung Byung-ho.
- Jung Hae-kyun como Kim Dong-gyu.
- Camilla Belle como Agnes.[7][8]
- Mike Colter como Smith.[8]

## Producción
Joo Won confirmó su participación en la película el 19 de marzo de 2021. Dos meses después, en mayo, un representante de la agencia IOK Company anunciaba que también Lee Sung-jae se uniría al reparto.
El rodaje comenzó a finales de junio de 2021, en Osong, provincia de Chungcheong del Norte.

## Crítica
Lorenza Negri (Wired Italia) presenta Carter como una «película de acción (prácticamente) en tiempo real que es básicamente un plano secuencia muy largo de enfrentamientos, persecuciones, tiroteos centrados en la proeza marcial del protagonista epónimo», donde la cámara no deja un momento de paz al espectador mientras el héroe va «masacrando a decenas y decenas de desgraciados sin prácticamente reportar un rasguño»; critica los papeles de Camilla Belle («inútil») y Mike Colter («caricaturesco»); y concluye escribiendo que «toda esta acción desenfrenada e ininterrumpida transmite un sentimiento liberador que es la mayor virtud de una película que, por tosca, irregular y sin escrúpulos, tiene sus méritos. Jung hace algunas elecciones estilísticas a veces cuestionables con efectos ocasionalmente ridículos, pero las coreografías son espectaculares».
Para Lee Da-won (Kyughyang), tras ver la película queda un sentido de frustración, que no es responsabilidad del protagonista  Joo Won sino del director Jeong Byung-gil, por usar los recursos de aquel de manera grosera: «solo hay una cosa buena en esta película. Es una variedad de secuencias de acción que ha hecho Joo Won. En un espacio lleno de color, desde baños públicos y moteles baratos hasta aviones y helicópteros, él solo puede digerir completamente la acción con su cuerpo desnudo y sus armas. En la primera escena, logra llamar la atención, pero su poder dura menos de 20 minutos. Es por la historia andrajosa y la dirección sin sentido».